# Manota fusca
Manota fusca är en tvåvingeart som beskrevs av Loïc Matile 1972. Manota fusca ingår i släktet Manota och familjen svampmyggor.
Artens utbredningsområde är Centralafrikanska republiken. Inga underarter finns listade i Catalogue of Life.